# Per Bohlin
Per Sigvard Bohlin, född 29 juni 1908 i Borås, död 23 april 1988 i Uppsala, var en svensk arkitekt.
Efter studentexamen i Borås 1927 utexaminerades Bohlin från Kungliga Tekniska högskolan 1932 och från Kungliga Konsthögskolan 1946. Han blev stadsarkitekt i Arboga 1934, länsarkitektassistent i Härnösand 1936, stadsplanearkitekt i Uppsala 1938, stadsarkitekt i Lidköping 1945, i Västerås 1947–1962 och bedrev därefter egen arkitektverksamhet. Bohlin är begravd på Uppsala gamla kyrkogård.

## Verk i urval
- Vattentorn i Västerås 1952

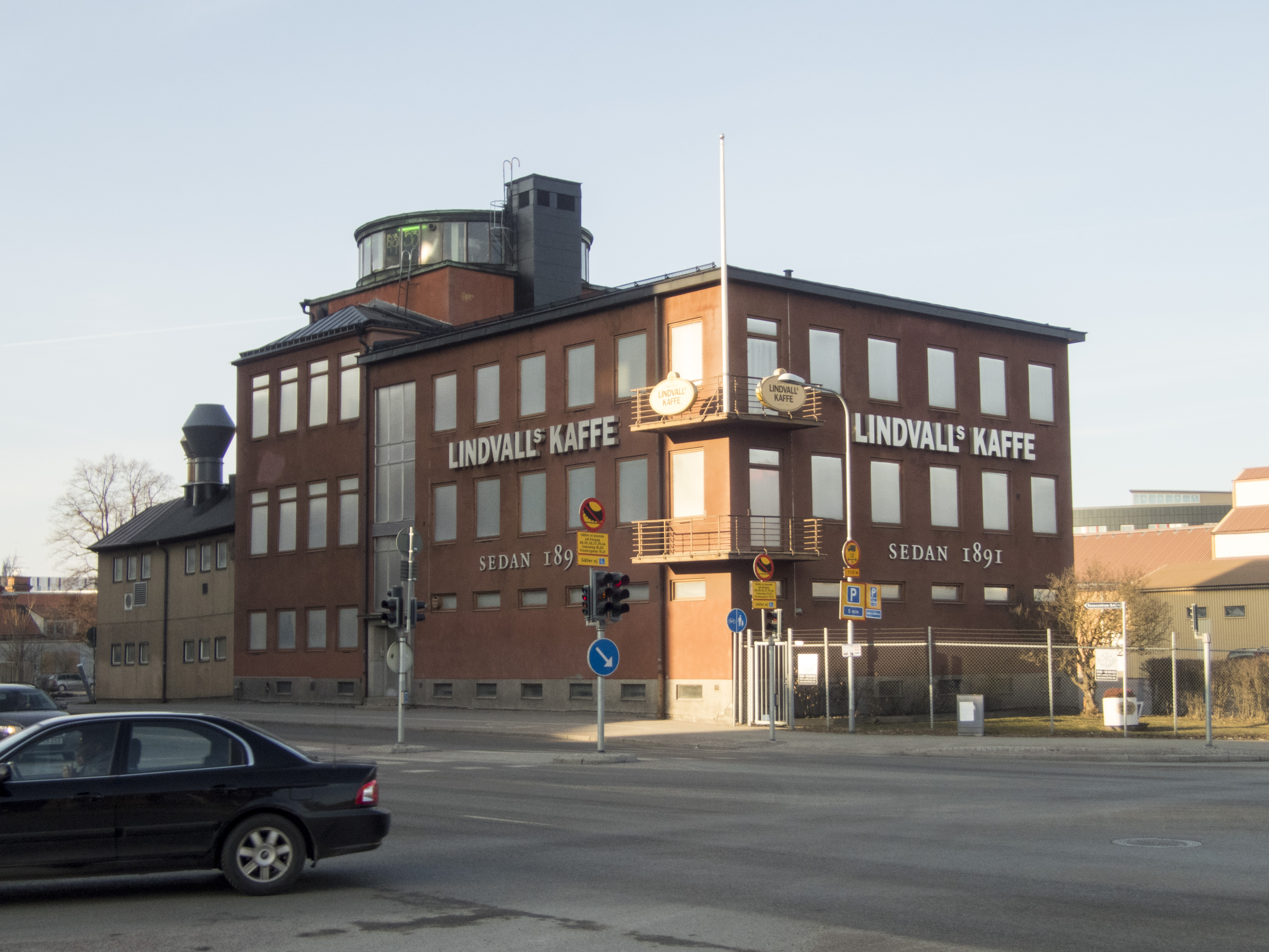
Lindvalls kafferosteri (1940)

- Parkrotundan, Folkets park, Västerås, 1951
- Västergården, ålderdomshem, Västerås 1956
- Hammarbyskolan, Västerås, tillbyggnad
- Blåsboskolan, Västerås 1952
- Hästhovsskolan, Västerås 1953
- Skiljeboskolan, etapp 1, Västerås 1953
- Skallbergsskolan, Västerås 1955
- Emausskolan, Västerås 1957